# 女王之刃
《女王之刃》為美國Flying Buffalo持有版權的對戰型遊戲書《Lost Worlds》的日本展開版書籍，以美少女畫冊戰鬥書為基礎的策略對戰遊戲。故事以劍與魔法的世界為舞台，集結人類與妖精、矮人各式各樣種族的女劍士，描寫她們所展開的精彩激戰之奇幻作品。在2005年由日本Hobby Japan出版。除了對戰遊戲書外，並改編成動畫、漫畫、小說、廣播劇CD、抱枕、模型（手辦）等關連產品眾多。
2008年11月29日推出續篇《女王之刃 叛亂》（Queen's Blade Rebellion），2012年推出新作《女王之刃 魔導書（クイーンズブレイド グリムワール）》。

## 概要
《女王之刃》的遊戲構想是來自美國的遊戲對戰書《Lost Worlds》。由於特殊的遊戲方式以及精緻的插畫，在美國引起此類遊戲對戰書的熱潮。2005年由日本Hobby Japan製作出主打各型各色美女戰鬥士的遊戲戰鬥書《女王之刃》，不但迅速被改編為小說、漫畫，日本也在2009年4月推出改編動畫，PSP遊戲於2009年12月推出。

## 故事簡介

### 第一代
女王之刃，四年舉辦一次，決定國家女王拼死相向的比武大會。遵從建國起的傳統，由最強的女性來支配這個國家。只要12歲以上的女性，即便是異國的人，或者不是人類而是有知性的生物也能被認可參賽。
沒有規則的競技大會。要賭上自己的性命使用自己擅長的武器或必殺技來比賽。不到一方放棄或無法行動，就無法分出勝負。天使會用魔法在全國各地產生水晶球，戰鬥的盛況將透過水晶球轉播到全國各地。
民眾們也能觀賞戰況。參加女王之刃的女性鬥士們，等待著她們的命運是女王的寶座，是敗北的屈辱，還是死亡？

### 第二代—叛亂
四年舉辦一次，決定國家女王的比武大會女王之刃第三十回的比賽終結了。
前女王逢魔的女王 阿爾多拉敗北。坐上王位的新女王是雷雲之將 庫洛德。
庫洛德為王國帶來了前所未有的繁榮，但一年後庫洛德宣布廢止Queen's Blade永久即位，並且四處征討反對陣營。於是風起雲湧的叛亂行動展開了。

## 登場角色

### 主要角色
流浪戰士 蕾娜（聲：川澄綾子）　角色設計：久行宏和
- 登場：第一系列
- 武器：劍
- 身高：170cm
- 三圍：B88 W60 H85
- 喜歡的東西：葡萄酒
- 興趣：比武
- 討厭的東西：馬甲

大陸上除了女王之外最有力的貴族邦斯伯爵的嫡長女，家族成員除了伯爵還有同母妹妹艾莉納跟異母姊クローデット，因遇上莉絲蒂對貴族凌駕平民之上的制度產生懷疑，而放棄繼承權離家流浪。為了測試自己的實力參加了女王之刃大會，對成為女王奪得權力沒有興趣，最終仍擊敗最強女王阿爾多拉。在叛亂系列中從流浪戰士稱號進化成幻影鬥士，實力不明，可推測與女王庫洛德特不相上下。
荒野義賊 莉絲蒂（聲：甲斐田裕子）　角色設計：えぃわ
- 登場：第一系列
- 武器：鎚
- 身高：179cm
- 三圍：B90 W66 H85
- 喜歡的東西：酒與肉
- 興趣：洗澡
- 討厭的東西：猴子

牙之暗殺者 伊爾瑪（聲：鹿野優以）　角色設計：赤賀博隆
- 登場：第二系列
- 武器：劍、匕首
- 身高：167cm
- 三圍：B85 W58 H83
- 喜歡的東西：静寂
- 興趣：與野貓對話
- 討厭的東西：人際關係

女王直屬的暗殺集團牙之暗殺者的一員，曾受教官艾基德娜嚴格的訓練並感激的在內心以「師傅大人」稱呼她。平日的任務是王都的諜報暗殺任務，意外地喜歡貓，有著不像殺手的一面。接受女王的命令排除女王連霸路上的障礙而參加大會。
森之守人 諾娃（聲：高橋美佳子）　角色設計：平田雄三
- 登場：第二系列
- 武器：杖,薙刀(叛亂的故事)
- 身高：158cm
- 三圍：B78 W55 H81
- 喜歡的東西：動物
- 興趣：收集漂亮的石頭
- 討厭的東西：孤獨

在戰敗的少女ova中,因為想變得更強,跟隨了巴,並成為巫女,改用薙刀作為武器.
武者巫女 巴（聲：能登麻美子）　角色設計：えぃわ
- 登場：第三系列
- 武器：武士刀
- 身高：160cm
- 三圍：B87 W57 H85
- 喜歡的東西：蛋糕
- 興趣：歌詠
- 討厭的東西：低級的人

東方盡頭島國日之本的將門神社所屬對賊妖怪戰鬥的精銳部隊武者巫女的一員，由神主告知來參加異國的武鬥大會。對於參賽者露出度高的服裝認為是低級，原理主義教派的因詭異的神聖姿勢也被誤解為邪教，在drama CD美闘士列伝　武者巫女絵巻中有出發之前在日之本的大活躍。名字來自巴御前。在第一代女王之刀結束後被沼地魔女詛咒"盲目之詛咒",因而失明.
歷戰傭兵 艾基德娜（聲：甲斐田幸）　角色設計：F.S.
- 登場：第三系列
- 武器：蛇形劍、匕首×3
- 身高：162cm
- 三圍：B94 W63 H86
- 喜歡的東西：蛇（尤其是腰上那條魔法蛇ケルタン君）
- 興趣：一人旅行
- 討厭的東西：森林精靈的說教

以蛇為設計原型的角色。她是野精靈出生的女傭兵，常過著獨來獨往的日子，唯一的同伴是作為寵物兼內褲的魔法蛇「ケルタン君」。曾是牙之暗殺者的團長，在傭兵界名聲遠播。趁莉絲蒂參加大會之時奪取山賊的山寨，此外跟巴也有一些過去的因緣（武者巫女蛇地獄？），因此幾乎一見面就被追殺。與森精靈的戰士長雅蕾茵是舊識，也曾在數百年前旅行到日之本擊退妖怪大舌入道。
古代王女 梅娜絲（後藤邑子）　角色設計：F.S.
- 登場：第四系列
- 武器：有生命的武器王笏（類似權杖）塞特拉（聲：立木文彥）
- 身高：157cm
- 三圍：B90 W58 H85
- 喜歡的東西：精油按摩
- 興趣：格鬥技練習
- 討厭的東西：不聽自己指示行動的對象

幾千年前滅亡的古代王國雅瑪拉的公主，隨著王國的崩壞一起長眠，沼地之魔女為了世界征服而將她復活因此是不死生物，拒絕魔女的支配脫出旅行聽到大會的消息，為了再興雅瑪拉而參加。
近衛隊長 艾莉娜（聲：水橋香織）　角色設計：久行宏和
- 登場：第四系列
- 武器：槍、鐵爪
- 身高：168cm
- 三圍：B85 W54 H84
- 喜歡的東西：蕾娜、香腸
- 興趣：跟蕾娜有關色色的妄想
- 討厭的東西：狗

蕾娜的同母妹妹，雖然同源但性格完全不同，殘忍喜歡玩弄對手的類型。原本從事邦斯家近衛隊長的工作，諜報暗殺等，為了追捕翹家的姊姊出來旅行，對姊姊蕾娜抱持著親情以上的感情，除了蕾娜之外的對手絕不手下留情。
冥土之誘惑 愛莉（聲：伊藤加奈惠）　角色設計：高村和宏（冥土跟女僕的英語為諧音）
- 登場：第五系列
- 武器：鐮刀
- 身高：161cm
- 三圍：B86 W56 H83
- 喜歡的東西：美女的精氣
- 興趣：跳舞
- 討厭的東西：在世上消失

沼地之魔女的部下，實體是具現化的幽靈，衣服是具現出來，靠著吸取生命力來維持形態，在靈力低下時會從衣服開始漸漸消失，在小說獨角獸之劍跟蕾娜、巴對峙。
光明天使 娜娜愛爾（娜娜艾露）（聲：平野綾）　角色設計：空中幼彩
- 登場：第六系列
- 武器：念動軍刀
- 身高：162cm
- 三圍：B84 W57 H82
- 喜歡的東西：地上世界的男人
- 興趣：物色地上世界的男人
- 討厭的東西：地上世界的女人

天界的任性天使，聽從天使長的命令以不讓腰上的「聖乳」漏出來為條件參加大會，奪得優勝後希望建立只有男人的逆後宮把全國的女人都放逐。自稱菁英天使，但其實是被趕出來的問題份子。目前寄住在帝都の聖女メルファ的房間。娜娜艾露認為メルファ是她的好友是少數不會被放逐的女性。
武器商 卡特蕾爾（聲：柚木涼香）　角色設計：金子ひらく
- 登場：第六系列
- 武器：大劍「巨人殺手」、万能长矛
- 身高：175cm
- 三圍：B120 W68 H99
- 喜歡的東西：家族
- 興趣：整理花壇
- 討厭的東西：蟑螂

炎之魔手 妮庫絲（聲：田中理惠）　角色設計：黑木雅弘
- 登場：第七系列
- 武器：有生命的武器魔杖秘寶‧弗尼克拉
- 身高：165cm
- 三圍：B86 W56 H83
- 喜歡的東西：秘寶‧弗尼克拉
- 興趣：料理
- 討厭的東西：曾經看不起自己的全部的人類

原是邦斯伯爵領下的勞動階級，被周圍的人看不起，在得到秘寶‧弗尼克拉後展開了完全不同的人生，秘寶‧弗尼克拉用鞭子與蜜的方式控制了妮庫絲，雖然有著幫助弱者的心，但是在怕失去無限魔力的供應下只得乖乖屈服於弗尼克拉的淫威下。
帝都聖女 梅爾法（聲：大原沙耶香）　角色設計：ズンダレぽん
- 登場：第七系列
- 武器：連枷
- 身高：166cm
- 三圍：B96 W67 H88
- 喜歡的東西：信徒的笑容
- 興趣：唱歌
- 討厭的東西：神聖姿勢

雷雲之將 庫洛德（聲：田中敦子）　角色設計：久行宏和
- 登場：第八系列
- 武器：雙手劍—霹靂
- 身高：179cm
- 三圍：B89 W60 H87
- 喜歡的東西：可愛的事物（尤其是義妹艾莉娜）
- 興趣：シメントス（像是西洋棋的東西）
- 討厭的東西：沒有責任

千變刺客 美蘿娜（聲：釘宮理惠）　角色設計：F.S.
- 登場：小說《獨角獸之劍》
- 武器：無（能變出所有武器）
- 身高：不定
- 三圍：不定
- 喜歡的東西：甲殼類
- 興趣：惡作劇
- 討厭的東西：沒反應的對手

戰鬥教官 雅蕾茵（聲：喜多村英梨）　角色設計：松竜
- 登場：第九系列
- 武器：杖
- 身高：160cm
- 三圍：B80 W54 H80
- 喜歡的東西：诺娃（但是完全不露声色）
- 興趣：教授自己的知识
- 討厭的東西：懒惰

鋼鐵姬 尤咪爾（聲：齋藤彩夏）
- 登場：第九系列
- 武器：巨斧
- 身高：120cm
- 三圍：B61 W52 H66
- 喜歡的東西：熔爐
- 興趣：裝備製作
- 討厭的東西：蛇

逢魔的女王 奧朵菈（聲：竹内美優）　角色设计：かんたか
- 登場：第十系列
- 身高：145㎝
- 武器：大刀「恶魔之刃」、肉裂秘剑、幻惑的宝珠
- 三圍：B75 W53 H77
- 喜歡的東西：失蹤的妹妹
- 興趣：读妹妹寄来的信（实际只是一张白纸）
- 討厭的東西：胡蘿蔔

甲魔忍軍頭領 靜（聲：生天目仁美）　角色设计：えぃわ
- 登場：女王之刃 美闘士列傳 武者巫女繪卷
- 武器：鎖鎌
- 身高：161㎝
- 三圍：B86 W55 H83
- 喜歡的東西：錢
- 興趣：修指甲
- 討厭的東西：努力

### 其他角色
初代女王
沼地魔女 維爾貝利亞
邦斯伯爵
天使長（聲：本田貴子）
神主

奧溫
「武器屋卡特蕾爾」的店主、卡特蕾爾的丈夫。
拉納（聲：釘宮理惠）
卡特蕾爾的兒子。

教皇
（聲：石田彰）
魔王的女兒
哈奇（聲：菊池こころ）
娜娜艾露的同僚。
（聲：本多陽子）
（聲：佐藤聰美）
（聲：矢作紗友里）

### 文庫版輕小說角色
菲歐
穿著白洋裝的女装少年，持有具不可思議治癒能力的奏劍獨角獸之劍，本身也具有靠接吻治愈对方的能力，小说中有提到他和独角兽之剑的关系。

### 混沌螺旋角色
混沌螺旋（スパイラルカオス；）是2009年12月17日發售的PSP戰略模擬角色扮演遊戲的出場角色，收錄包含原作與遊戲原創在內超過19名角色，承襲原作的角色設定、性感服裝與過激演出等特色。
見習戰士Cute（聲：齋藤桃子）
Cute的護衛 Jean（聲：神谷浩史）
魔法使 Dora（聲：日笠陽子）
吸血姬 ラミカ（聲：矢作紗友里）
雙角鬼 ケラット（聲：井口裕香）
女郎蜘蛛 アラネ（聲：佐藤聰美）

### 第二代主要角色
叛亂的騎士姬 安妮洛特（聲：遠藤綾）　角色设计：えぃわ
- 職業：騎士
- 武器：矛、劍
- 防具：盾、鎧甲
- 身高：159cm
- 三圍：B86 W57 H82
- 喜歡的東西：甜點
- 討厭的東西：高的地方
- 興趣：騎馬

第二代的主角，叛軍的頭領。曾經是克萊茵邊境騎士團的一員。由於某些原因，她從小被邊境伯爵當成男性撫養，並以阿爾馮斯的名義生活。某天，悲劇發生在她的身上，她所在的城堡被女王克羅蒂特的軍隊破壞。她為了躲避女王所派遣的刺客而闖入精靈之森。她因為受傷而在森林中倒下，後來被戰鬥教官雅蕾茵所救，及後更成為雅蕾茵的弟子。從雅蕾茵的指導中，她學習到正統的劍術。經過一連串的訓練後，她離開了精靈之森，為了要替犧牲的同伴復仇而展開了向女王報復的旅程。旅程中，她遇上一群與她志同道合的女性鬥士。她與同伴們為了要推翻女王克羅蒂特，於是以她為中心的叛軍便正式組成。
而真實身分亦是前女王阿爾多拉所要尋找的妹妹
鍊金軍師 尤依特（聲：茅原實里）　角色设计：小梅京人
克萊茵家族的女兒，克萊茵皇國滅國後，與人造人溫蒂一起生活，靠登報生活。稱安妮洛特為「哥哥」。
鍊金鋼人 溫蒂（聲：高口幸子）　角色设计：小梅京人
人造人。
有位居民懷疑她的真實身分是枚洛娜。
超振動戰少女 美莉姆（聲：豐崎愛生）　角色设计：蔓木鋼音
雷雲之女王 克勞黛（聲：田中敦子）
牙之統領者 艾莉娜（聲：水橋香織）　角色设计：久行宏和
鋼鐵參謀 尤咪爾（聲：齋藤彩夏）　角色设计：みぶなつき
對魔師 塔娘（聲：戶松遙）　角色设计：中野友和
對魔師 賽娘（聲：真堂圭）　角色设计：中野友和
異端審問官 斯琪（聲：小林優）　角色设计：織田non
月影的舞者 露娜露娜（聲：櫻井浩美）　角色设计：F.S
幻影的戰士 瑪麗亞（聲：川澄綾子）
寶石公主 艾琳（聲：三森鈴子）　角色设计：緋色雪
召喚士 奧朵菈（聲：竹達彩奈）　角色设计：かんたか
大海盜 莉莉安娜（聲：伊藤靜）　角色设计：森沢晴行
戰神之侍 泉（聲：壽美菜子）　角色设计：空中幼彩
神罰的執行者 萊拉（聲：佐藤聰美）　角色设计：赤賀博隆
囚禁龍戰士 布蘭文（聲：井上喜久子）　角色设计：織田non

## 出版資料

### 第一代
第1系列（2005年11月25日發行）
- 流浪の戦士レイナ ISBN 489425400X
- 荒野の義賊リスティ ISBN 4894253984

第2系列（2005年12月28日發行）
- 牙の暗殺者イルマ ISBN 4894254018
- 森の番人ノワ ISBN 4894253992

第3系列（2006年6月9日發行）
- 武者巫女トモエ ISBN 4894254301
- 歴戦の傭兵エキドナ ISBN 489425431X

第4系列（2006年9月29日發行）
- 古代の王女メナス ISBN 4894254670
- 近衛隊長エリナ ISBN 4894254689

第5系列（2006年12月23日發行）
- 冥土へ誘うものアイリ ISBN 4894254956
- 高貴なる戦士レイナ ISBN 4894254948

第6系列（2007年3月16日發行）
- 光明の天使ナナエル ISBN 4894255154
- 武器屋カトレア ISBN 4894255146

第7系列（2007年6月29日發行）
- 炎の使い手ニクス ISBN 4894255685
- 帝都の聖女メルファ ISBN 4894255693

第8系列（2007年10月18日發行）
- 千変の刺客メローナ ISBN 4894256169
- 雷雲の将クローデット ISBN 4894256150

第9系列（2008年2月15日發行）
- 鋼鉄姫ユーミル ISBN 4894256665
- 鋼鉄姫ユーミル（2Pカラーカバー）

第10系列（2008年6月20日發行）
- 戦闘教官アレイン ISBN 489425722X
- 逢魔の女王アルドラ ISBN 4894257238

### 第二代
- 叛乱の騎士姫アンネロッテ（發售日：2008/11/29；ISBN 978-4894257924）
- 超振動戦乙女ミリム（發售日：2009/4/18；ISBN 978-4894258563）
- 錬金の奇跡ユイット＆ヴァンテ　通常版（發售日：2009/8/31；ISBN 978-4894258952）
- 錬金の奇跡ユイット＆ヴァンテ　限定版 （發售日：2009/8/31；ISBN 978-4894258969）
- 異端審問官シギィ（發售日：2009/11/28；ISBN 978-4894259515）
- 対魔師ターニャンとサイニャン（發售日：2009/9/26；ISBN 978-4894259379）
- 月影の踊り手 ルナルナ（發售日：2010/1/16；ISBN 978-4894259775）
- 宝石姫エイリンと鋼鉄参謀ユーミル（發售日：2010/4/30；ISBN 978-4798600376）
- 召喚士アルドラ　通常版（發售日：2010/7/31；ISBN 978-4798600512）
- 召喚士アルドラ　初回限定版（發售日：2010/7；ISBN 978-4798600390）
- 囚われの竜戦士 ブランウェン
- 大海賊 キャプテン・リリアナ

### 女王之門
2007年11月30日發行「【新世界の門】編」
第1系列（2007年11月30日刊行）
- 門を開く者 アリス ISBN 978-4894256279

Nitro+協力製作。
- 魔法少女 虹原いんく ISBN 978-4894256286

ぱすてるインク応援団協力製作。
原作品是萌單
第2系列（2008年4月18日刊行）
- 恩を返すもの いろは ISBN 978-4894256972

SNK Playmore協力製作。
原作品是侍魂。
第3系列（2008年10月31日刊行）
- 紅の忍 不知火舞 ISBN 978-4894257757

SNK Playmore協力製作。
原作品是拳皇。
第4系列（2009年4月30日刊行）
- 運命の子 ディズィー ISBN 978-4894258624

アークシステムワークス協力製作。
原作品是聖騎士之戰。
第5系列（2009年11月28日刊行）
- 聖弓の射手 真鏡名ミナ ISBN 978-4894259645

SNK Playmore協力製作。
原作品是侍魂。
第6系列（2010年2月27日刊行）
- 運命のくノ一 かすみ ISBN 978-4798600031

テクモ協力製作。
原作品是生死格鬥。
- 密林の守護者 チャムチャム ISBN 978-4798600048

SNK Playmore協力製作。
原作品是侍魂（真サムライスピリッツ 覇王丸地獄変）。
第7系列（2010年4月30日刊行）
- 格闘令嬢 リリ ISBN 978-4798600208

バンダイナムコエンターテインメント協力製作。
原作品是鐵拳。
第7系列（2010年6月25日刊行）
- 赤銅の人形遣い カーチャ ISBN 978-4798600741

吉野弘幸・佐藤健悦・チャンピオンREDと、聖痕のクェイサー製作委員会協力製作。
原作品是聖痕鍊金士。
- 一年A組委員長 服部絢子 ISBN 978-4798600758

水城正太郎と、ホビージャパン・コンスタン魔術学院協力製作。
原作品是最後大魔王。

## 輕小說

### 女王之刃
- 獨角獸之劍

為了守護帶著獨角獸之劍的神秘少女菲歐，流浪女戰士蕾娜跟武者巫女巴挺身而出對抗追捕少女的幕後黑手...
- 雅瑪拉的回歸

2007年八月開始在月刊キャラの!上有激闘! クイーンズブレイド的連載作者同樣是沖田栄次插畫是赤賀博隆，內容是每月主角不同的外傳短篇
- 卡特蕾爾的訊息
- 惡魔戒指的詛咒
- 獨角獸騎士

### 女王之刃 叛亂
- 崇高的誓言

## 遊戲
《女王之刃 螺旋混沌》是2009年12月17日發售的PSP遊戲。

### 原創人物
見習い戦士 キュート
キュートの護衛役 ジャン
魔法使い ドーラ
吸血姫 ラミカ
双角鬼 ケラット
女郎蜘蛛 アラネ

## 外部連結
對戰遊戲書
- 《女王之刃》官方網站（页面存档备份，存于）
- 《女王之門》官方網站（页面存档备份，存于）

動畫
- 動畫版《女王之刃》官方網站（页面存档备份，存于）
- 動畫版《女王之刃 Rebellion》官方網站（页面存档备份，存于）

遊戲
- PSP《女王之刃 Spiral Chags》官方網站
- PSP《女王之門 Spiral Chags》官方網站（页面存档备份，存于）